# Carson City (Michigan)
Pour les articles homonymes, voir Carson City (homonymie).
Carson City est une ville du comté de Montcalm de l'État du Michigan, aux États-Unis.
Sa population était de 1 093 habitants au recensement de 2010.